# Талаховська ТЕС
55°5′40″ пн. ш. 21°48′4″ сх. д. / 55.09444° пн. ш. 21.80111° сх. д.
Талаховська ТЕС – теплова електростанція, що знаходиться у Калінінградській області Росії.
У 2018 році на майданчику станції ввели в експлуатацію дві встановлені на роботу у відкритому циклі газові турбіни одиничною потужністю біля 80 МВт, яку були виготовлені компанією «Русские газовые турбины» по ліцензії компанії General Electric на виробництво турбін типу PG6111.
Як паливо ТЕС використовує природний газ, постачений по відгалуженню від системи Краснознаменськ – Калінінград.
Видача продукції відбувається по ЛЕП, що працюють під напругою 330 кВ та 110 кВ.